# John Baptist Wu Cheng-Chung
Pour les articles homonymes, voir Chung.
John Baptist Wu Cheng-Chung, né le 26 mars 1925 à Shui-tsai dans la province du Guangdong en Chine et décédé le 23 septembre 2002 à Hong Kong, est un cardinal chinois, qui fut évêque de Hong Kong de 1975 à sa mort.

## Biographie

### Prêtre
John Baptist (Jean-Baptiste) Wu Cheng-Chung est ordonné prêtre le 6 juillet 1952 pour le diocèse de Hong Kong. 

### Évêque
Nommé évêque de Hong Kong le 5 avril 1975, il est consacré le 25 juillet suivant par le cardinal Agnelo Rossi.

### Cardinal
Jean-Paul II le crée cardinal le 28 juin 1988 avec le titre de cardinal-prêtre de Beata Vergine Maria del Monte Carmelo a Mostacciano.